# Rhagodia (djur)
Rhagodia är ett släkte av spindeldjur. Rhagodia ingår i familjen Rhagodidae.
Ingående arter enligt Catalogue of Life:
- Rhagodia abessinica
- Rhagodia indica
- Rhagodia obscurior
- Rhagodia persica